# Rogotin

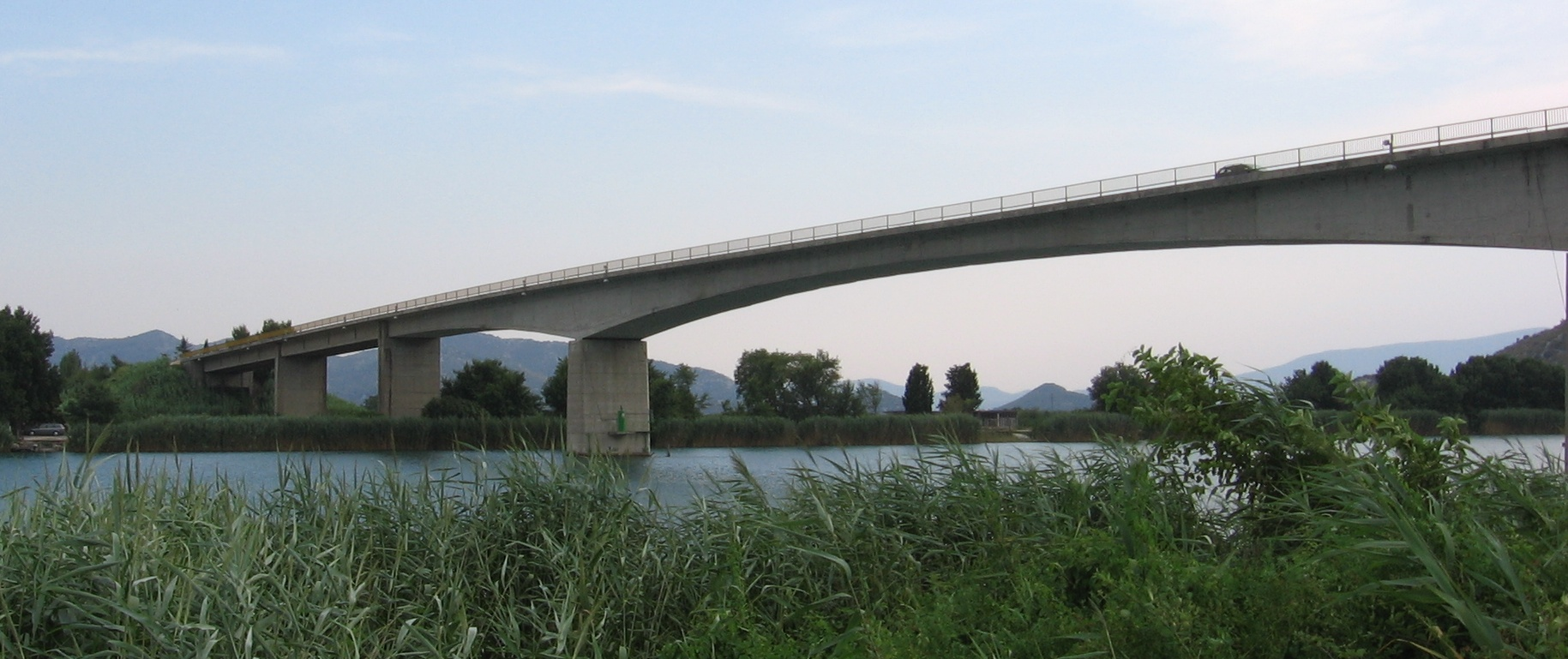
Een brug over de Neretva in de buurt van Rogotin.

Rogotin is een plaats in de Kroatische provincie Dubrovnik-Neretva.
Rogotin telt 747 inwoners.
Steden (gradovi): Dubrovnik · Korčula · Metković · Opuzen · Ploče

Gemeenten (općine): Blato · Dubrovačko Primorje · Janjina · Konavle · Kula Norinska · Lastovo · Lumbarda · Mljet · Orebić · Pojezerje · Slivno · Smokvica · Ston · Trpanj · Vela Luka · Zažablje · Župa Dubrovačka